# Beulah, North Dakota
Beulah är en ort i Mercer County i delstaten North Dakota, USA.